# TNA Lockdown

TNA Lockdown est un spectacle de catch disponible en paiement à la séance (pay-per-view) produit par la Total Nonstop Action Wrestling (TNA) qui a lieu tous les ans en mars ou avril depuis 2005. Lors de cet évènement, tous les matches se déroulent en cage.

## Production
Le 24 janvier 2005, la TNA annonce dans un communiqué de presse qu'elle va produire deux spectacles en paiement à la séance, Lockdown et Destination X. Le mois suivant, on apprend que ce spectacle mettra en avant les matchs en cage. Le 8 avril Dusty Rhodes, le directeur de l'autorité annonce sur le plateau d’Impact! que tous les matchs auront lieu dans une cage nommée Six Sides of Steel car cette fédération utilise un ring hexagonal. Le 11 avril, il est annoncé que le spectacle sera TV-14 (déconseillé aux moins de 14 ans) en raison de la violence des matchs. Deux types de matchs sont spécifiques à ce spectacle, il s'agit de l’Xscape match et du Lethal Lockdown match.
Un Xscape match oppose plusieurs catcheurs dans un match en cage en deux phases. La première est un affrontement entre deux catcheurs sur le ring, les autres attendant dans un des coins du ring soit qu'un des deux hommes « légaux » soit éliminé par tombé ou soumission, soit qu'un catcheur ait passé le relais en le touchant comme lors d'un match par équipe. Une fois qu'il ne reste que deux hommes sur le ring alors ils doivent sortir de la cage en premier pour être déclaré vainqueur.
La première édition a été marquée par la blessure de Chris Candido lors de son match par équipe avec Lance Hoyt face à Apolo (en) et Sonny Siaki. Au bout d'une minute environ de combat, Candido se blesse à la suite d'un dropkick, un saut suivi d'un coup de pied joint, de Siaki. Le soir même, la TNA annonce que ce dernier a la jambe cassée et la cheville démise. Quatre jours plus tard, il meurt des suites d'un caillot sanguin qui a bouché une artère.

## Événements
| #  | Événement       | Date            | Ville                      | Arène                          | Spectateurs | Événement principal | Ref   |
| -- | --------------- | --------------- | -------------------------- | ------------------------------ | ----------- | --- | ----- |
| 1  | Lockdown (2005) | 24 avril 2005   | Orlando, Floride           | TNA Impact! Zone               | 775         | A.J. Styles versus Abyss dans un Lockdown Cage Match pour être le challenger no 1 au NWA World Heavyweight Championship                                                        |       |
| 2  | Lockdown (2006) | 23 avril 2006   | Orlando, Floride           | TNA Impact! Zone               | 900         | Guerrier de Sting (Sting, A.J. Styles, Rhino, et Ron Killings) versus Armée de Jarrett (Jeff Jarrett, Chris Harris, James Storm, et Scott Steiner dans un Lockdown Cage Match  |       |
| 3  | Lockdown (2007) | 15 avril 2007   | Saint Charles, Missouri    | Family Arena (en)              | 6,000       | Team Angle (Kurt Angle, Jeff Jarrett, Rhino, Samoa Joe, et Sting) versus Team Cage (Christian Cage, Abyss, A.J. Styles, Scott Steiner, et Tomko) dans un Lethal Lockdown Match |       |
| 4  | Lockdown 2008   | 13 avril 2008   | Lowell, Massachusetts      | Tsongas Center                 | 5,500       | Kurt Angle (c) versus Samoa Joe dans un Lockdown Cage Match pour le TNA World Heavyweight Championship                                                                         |       |
| 5  | Lockdown (2009) | 19 avril 2009   | Philadelphie, Pennsylvanie | Liacouras Center               | 4,500       | Sting (c) versus Mick Foley dans un Lockdown Cage Match for the TNA World Heavyweight Championship                                                                             |       |
| 6  | Lockdown (2010) | 18 avril 2010   | Saint Charles, Missouri    | Family Arena (en)              | 3,023       | Team Hogan (Abyss, Jeff Hardy, Jeff Jarrett et Rob Van Dam) versus Team Flair (Desmond Wolfe, James Storm, Robert Roode et Sting) dans un Lethal Lockdown Match                |       |
| 7  | Lockdown (2011) | 17 avril 2011   | Cincinnati, Ohio           | U.S. Bank Arena                | 4,000       | Christopher Daniels et Fortune (Kazarian, James Storm, et Robert Roode) versus Immortal (Abyss, Bully Ray, Matt Hardy et Ric Flair) dans un Lethal Lockdown Match              |       |
| 8  | Lockdown (2012) | 15 avril 2012   | Nashville, Tennessee       | Nashville Municipal Auditorium | 3,000       | Bobby Roode (c) contre James Storm dans un Lockdown Cage Match pour le World Heavyweight Championship                                                                          | [ 8 ] |
| 9  | Lockdown (2013) | 3 mars 2013     | San Antonio, Texas         | Alamodome                      | 7,200       | Jeff Hardy (c) vs Bully Ray dans un Lockdown Cage Match pour le World Heavyweight Championship                                                                                 |       |
| 10 | Lockdown (2014) | 9 mars 2014     | Miami, Floride             | BankUnited Center              | 900         | Magnus (c) vs Samoa Joe dans un Lockdown Cage Match pour le World Heavyweight Championship                                                                                     | [ 9 ] |
| 11 | Lockdown (2015) | 9 janvier 2015  | New York, New York         | Manhattan Center               | 1,100       | Kurt Angle et Austin Aries, Austin Aries, et Bobby Lashley versus Beat Down Clan (MVP, Samoa Joe, Low Ki et Kenny King) dans un Lethal Lockdown Match                          | [ 9 ] |
| 12 | Lockdown (2016) | 30 janvier 2016 | Londres, Angleterre        | Wembley Arena                  | 4,000       | Matt Hardy versus Ethan Carter III dans un Lethal Lockdown Match pour le World Heavyweight Championship                                                                        |       |